# Кайгородский уезд
Кайгородский уе́зд (Кайский уе́зд) — административно-территориальная единица Русского царства и Российской империи в составе Пермской земли (1558—1719), Вятской провинции Сибирской (1719—1727) и Казанской (1727—1780) губерний, Вятского наместничества (1780—1796). Существовал в 1558—1796 годах. Уездный город — Кайгород (Кай-городок).

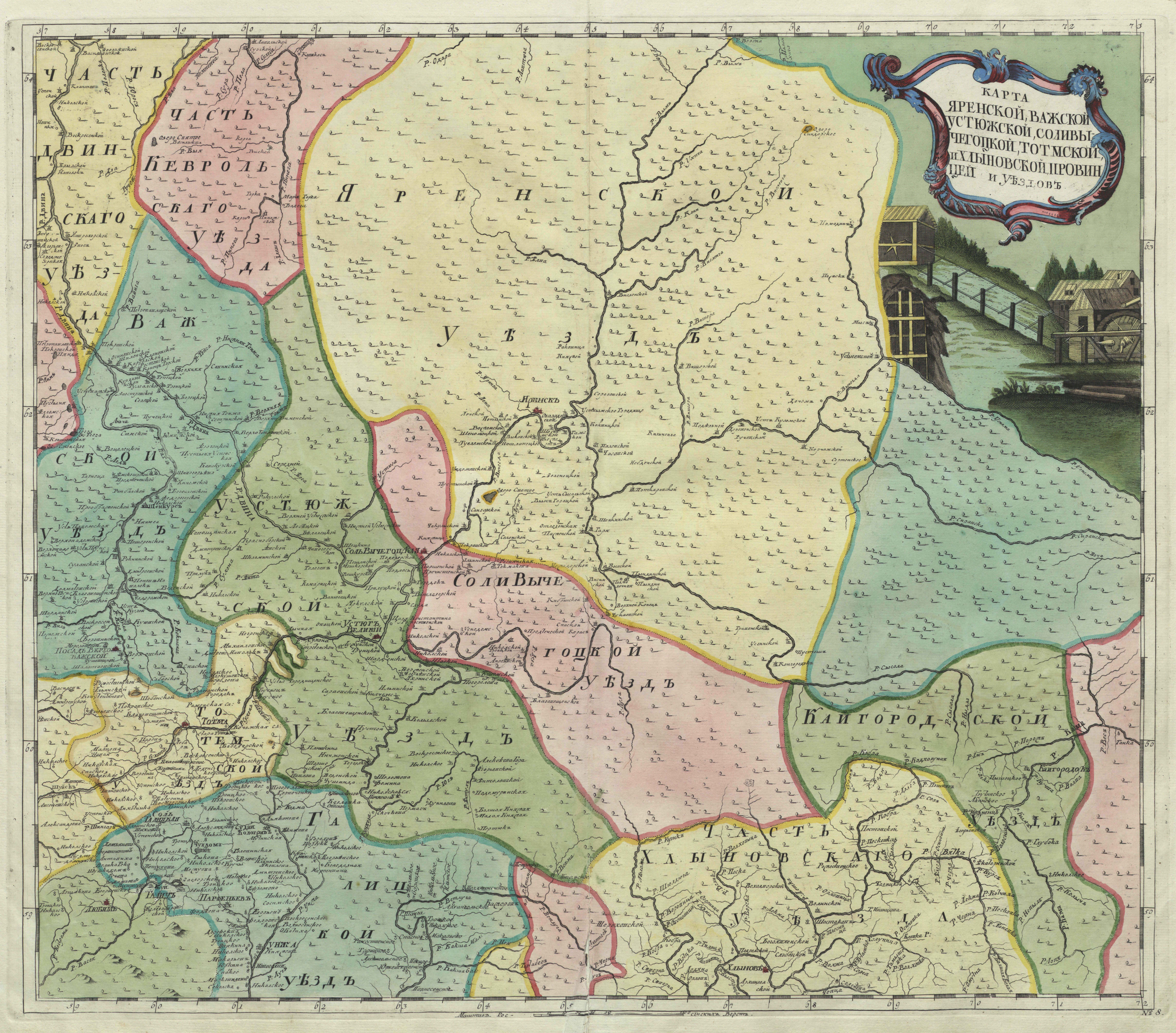
Карта Кайгородского уезда 1745 года

## Географическое положение
Уезд располагался в верхнем и среднем течении р. Камы, на границе между Пермской и Вятской землёй. Площадь уезда составляла порядка 16,5 тысяч км², хотя заселены в основном были лишь берега р. Камы и её притоков. Северные и восточные границы уезда почти полностью совпадают с северо-восточной границей современной Кировской области.

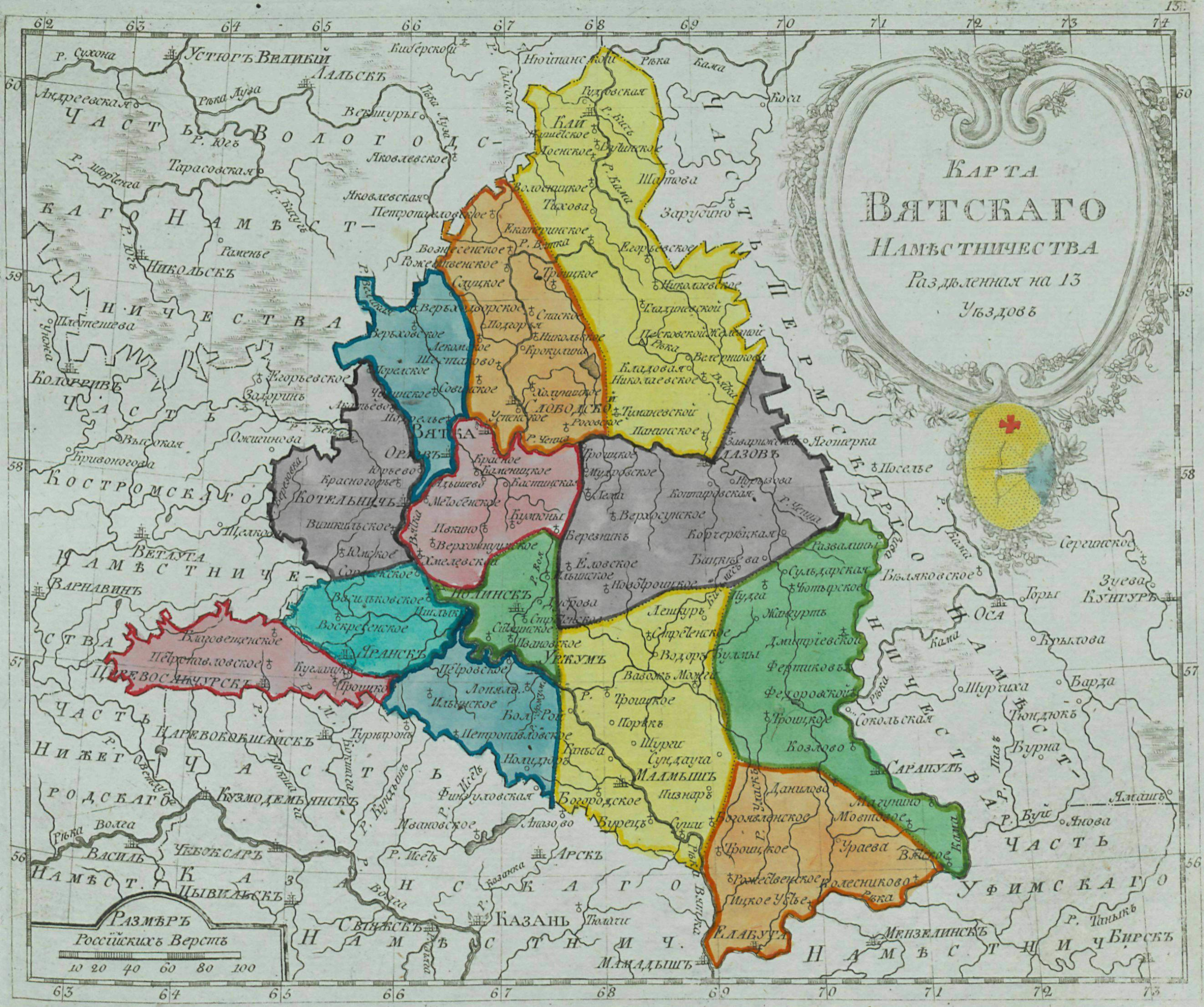
Кайгородский уезд в составе Вятского наместничества, 1792 год

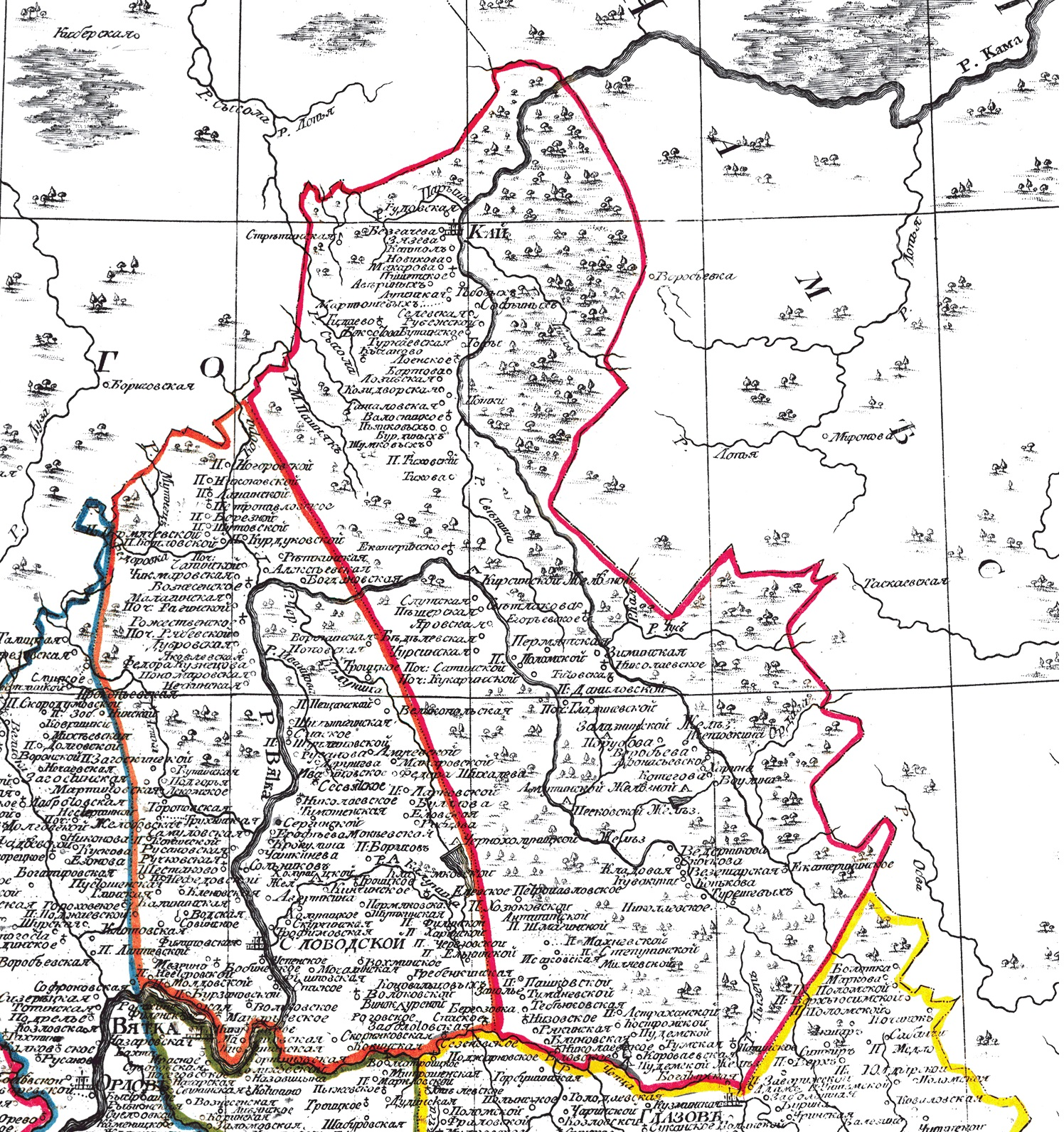
Фрагмент карты Вятского наместничества с территорией Кайгородского уезда из «Атласа Российской империи 1792 года»

## История
Началом формирования Кайгородского уезда можно считать основание города Кайгород в 1558 году братьями Яковом и Григорием Строгановыми. Сам город служил укреплением от набегов воти в земли Строгановых. В XVI веке через город пролегал основной маршрут из центральной России через Урал — В Сибирь. Кайгород в то время был обнесён валом и палисадом, или острогом с башнями на проезжей дороге. Следы этих укреплений и ныне видны на каменной горе около современного села Кай Кировской области. Постепенно вокруг Кайгорода начала формироваться сеть поселений, в основном привязанных либо к р. Каме, либо к Сибирской дороге. Это нашло отражение в административном делении уезда. Земли вокруг Кайгорода, привязанные к тракту, составили основу для формирования Подгородной волости уезда, тогда как земли вдоль верховий р. Камы составляли отдельную административную единицу — Зюздинскую волость. К концу XVII в. между этими центрами образовался ряд волостей — Волосницкая, Лоенская, Бутинская и т. д..
Население уезда составляли переселенцы из Вятской, Пермской, Двинской и Яренской земель. Основным занятием был извоз и охота на пушных зверей. Бедность населения уезда, даже по меркам XVII века, была ужасающей. В 1673 году горожане и уездные люди подняли восстание против воеводы Г. Х. Волкова, так как были не в силах платить очередной сбор налога. К концу XVII века в связи с появлением новых, более удобных путей, в Сибирь значение дороги, проходившей через Кайгород и Кайгородский уезд, стремительно падает, и численность население уезда неуклонно снижается.
По указу Петра I от 1708 года Русское царство было разделено на 8 губерний. Кайгород и Кайгородский уезд вошли в состав Сибирской губернии. С этого момента начинается административное сближение Кайгорода и Хлынова. В 1719 году, в рамках «Второй областной реформы» Петра I к Вятской земле были приписаны города с уездами, традиционно считавшиеся пермскими — Кайгород и Кунгур. Кунгур в 1724 г. вместе с уездом был передан обратно в Соликамскую провинцию, а Кайгород так и остался в составе Вятской земли, составляя её северо-восточную часть. В 1764 году после проведения 3-й Ревизии Кайгород был вычеркнут из категорий городов, и стал «пригородом» Слободского.
В 1796 году император Павел I ввёл в административную систему Российской империи категорию «заштатных (безуездных) городов». К 1800 году Кайгород и Кайгородский уезд вошли в состав соседнего Слободского уезда. В XIX веке территория бывшего Кайгородского уезда (т. н. Кайский край) считалась самой «дикой» и неиндустриализированной частью Вятской губернии, несмотря на наличие на этой территории нескольких железоделательных заводов.

## Управление
До начала XVIII века Кайгородский уезд хоть и относился формально к Пермской земле, тем не менее управлялся своими воеводами, неподвластными воеводам Соли Камской. Управление Зюздинской волости находилось в руках т. н. «земских судеек», с которыми у кайгородских воевод нередко случались разногласия. Согласно городской реформе 1699 года в городе была организована ратуша (магистрат) и управление перешло в руки выборных земских бурмистров.
Административно-территориальное деление Кайгородского уезда согласно материалам Первой ревизии население 1719—1727 годов:
город Кайгород с посадом
1. Подгородная волость
2. Гидановская волость
3. Кичановская волость
4. Пушейская волость
5. Бутинская волость
6. Лоенская волость
7. Волосницкая волость
8. Колышская волость
9. Зюздинская волость
10. Зюздинская волость Георгиевский приход
11. Зюздинская волость Николаевский приход
12. Зюздинская волость Афанасьевский приход
13. Зюздинская волость Екатерининский приход.
Список воевод Кайгорода и Кайгородского уезда.
- 1614—1616 — Иван Редников
- 1616—1619 — Постник Андреевич Бельский
- 1622—1623 — Семён Обедов
- 1627 — Иван Бартенев
- 1627—1629 — Миня Кириллович Грязев
- 1629—1630 — Моисей Иосифович Зелёный
- 1630—1631 — Илья Васильевич Наумов
- 1631—1632 — Иван Никитич Пушкин
- 1632—1634 — Моисей Иосифович Зелёный
- 1634—1635 — Смирный Воинович Демский
- 1635—1638 — Константин Михайлович Чириков
- 1643—1644 — Степан Михайлович Вельяминов
- 1644—1647 — Михаил Андреевич Еропкин
- 1655—1660 (около) — Фёдор Наумович Елизаров
- 1660—1662 — Даниил Тимофеевич Елизаров
- 1670—1671 — Леонтий Травин
- 1673 — Тихон Иванович Бестужев
- 1673—1674 — Гавриил Хрисанфович Волков
- 1682 — Богдан Клементьевич Пыжов
- 1684—1685 — Иван Нелидов
- 1696—1697 — Михаил Иванович Коласовский
- 1697—1700 (около) — Андрей Новокшёнов
- 1709 — Иван Степанович Радилов
- 1710 — Иван Яковлевич Якушкин
- 1711 — Ивану Стефанович Радилов